# Pierre Camo
Pierre Camo (Ceret, Vallespir, 16 de desembre de 1877 - 1974)va ser un magistrat i poeta nord-català en francès. Estudià dret a Tolosa de Llenguadoc i a París, esdevingué funcionari colonial i el 1903 fou destinat a Madagascar, que li va inspirar bona part dels seus texts. Alhora també es va especialitzar en literatura del segle xvii. Pierre Benoit li va dedicar el seu conte Lunegarde. En 1913 l'escultor Manolo Hugué va realitzar un Cap del poeta Pierre Camo conservat al Museu d'Art Modern de Ceret. El 1936 va obtenir el Gran Premi de Literatura Fondation Le Métais-Larivière atorgat per l'Acadèmia Francesa.

## Publicacions
- Le Livre de la sagesse, poemes, 1906
- Les Beaux-jours, poemes, 1913
- Treize Romances barbaresques, poesies, 1924
- Le Livre des regrets, poemes, 1925
- Cadences, 1925
- Aristide Maillol, vingt-huit reproductions de sculptures et dessins précédées d'une étude critique par Pierre Camo, 1926
- Madame de La Rombière, grande dame de Tananarive, scènes de la vie mondaine aux colonies, 1926
- Peinture de Madagascar, 1927
- Heptaméron poétique, 1932
- Poésies, 1936
- À Madagascar, fotografies d'Ivan Manhes, text de Pierre Camo, 1932
- Raoul Dufy l'enchanteur, 1947
- Suite galante, 1949
- Maillol, mon ami, 1950